# 全日本書芸文化院
全日本書芸文化院（ぜんにほんしょげいぶんかいん）は、1950年（昭和25年）に創設された日本の書道団体。古典に立脚した純正書道を首尾一貫して実践している。競書誌『全書芸』を毎月1回発行。書道展（公募）として創設当初から続く『全国書初大会』のほか、文化庁・東京都が後援する『全書芸展』『全国書道コンクール』を主催。
本部事務局を東京都千代田区神田に置き、日本全国に100以上の支部を持つ。

## 概要
終戦によって解散した興亜書道連盟の関係者によって創られた「日本書道学会」と小野田通平（初代社長）が出会い、更なる発展を求めて解散し「全日本書芸文化院」の名の下に書初手本の頒布を開始した。
初代会長：桑原翠邦（1995年没、元東宮御所書道御進講）
- 昭和25年、月刊書道雑誌『書宗』を創刊。※昭和47年に『全書芸』に改題。
- 昭和25年、第1回全国書初大会を新宿二幸（現新宿アルタ）で開催。東久邇宮様の来臨を頂く。※昭和42年以降は日本武道館、現在は池袋サンシャインシティにて開催。
- 昭和47年、第1回全書芸展を東京交通会館にて開催。※平成19年、第36回展より国立新美術館にて開催。

## 役員・理事
2020年（令和2年）1月現在の役員・理事は以下の通り。
- 名誉顧問：楢崎華祥、堀天鶴
- 評議員：秦大猷、梶田越舟
- 代表：目良丹崖
- 副代表：一松美代
- 運営委員長：増子総洋
- 総務長：吉田菁風
- 運営総務：125名
- 総務：293名
- 常任理事：480名
- 理事：3,600名

※常任理事・理事は全国47都道府県と海外10数カ国に展開

## 発行誌
競書誌『全書芸』を毎月1回（15日）発行。（以下の部門別に3種の冊子を発行している）
各部門では月ごとに昇級・昇段試験を行っており、作品を提出することで級および段位の認定を受けることができる。
- 一般の部（毛筆）：古典に立脚した手本により、書の線を鍛え、感性を培う。
- 学生の部：文部省毛筆・書写教育に基づいた参考手本。小学部では力強い古碑法帖による「文字の姿」を掲載。中学部は卒業と同時に一般部へ移行となるため、古典に立脚した参考手本および臨書講座（漢字・かな）もとり入れている。また、書き方（硬筆）の部では正しい文字の形を学んでいる。
- ペン字（ペン・万年筆）：日本の古典などの名筆を習い、文字の美しさを学ぶ。

## 書道展（公募展）
全日本書芸文化院が主催する書道展（公募展）は、主に以下の3つがある。
- 全国書初大会：刊行手本語句による作品で優秀作品を選出。優秀作品は大会会場に展示。会場は池袋サンシャインシティ。

　　開催時期：2月（作品締切時期：1月）
- 全書芸展（後援：文化庁、東京都）：漢字（創作／臨書）、かな（創作／臨書）それぞれを1部（聯落～3×6）2部（半切以下）に分けた計8部門にて鑑別審査を行う。優秀作品は会場に展示。会場は国立新美術館。

　　開催時期：12月（作品締切時期：9月）
- 全国書道コンクール（後援：文化庁、東京都）：半紙（毛筆）、書き方（硬筆）で日本一を目指す。上位入賞作品は国立新美術館全書芸展会場に展示。会場は国立新美術館。開催時期は12月（作品締切時期：9月）